# Bulci
Bulci – wieś w Rumunii, w okręgu Arad, w gminie Bata. W 2011 roku liczyła 109 mieszkańców. 